# Estatuto de autonomía
Het autonomiestatuut of Estatuto de autonomía is de grondwet van een autonome gemeenschap in de Spaanse staat, volgens artikel 147 van de Spaanse grondwet. Het bepaalt onder meer de naam van de regio, de grenzen, de benaming en de werking van autonome instellingen, hun bevoegdheden en het gebruik van de co-officiële talen van het gebied. Een autonome gemeenschap kan zich via haar autonomiestatuut alle wetgevende en uitvoerende bevoegdheden toe-eigenen die niet op grond van artikel 149 van de grondwet zijn voorbehouden aan de Spaanse staat. De Spaanse staat blijft verantwoordelijk voor alle aangelegenheden die een autonome gemeenschap niet in haar autonomiestatuut wenst op te nemen.
De Spaanse grondwet bepaalt dat een autonomiestatuut zelf regelt op welke wijze het gewijzigd kan worden, maar dat de wijziging in alle gevallen bij organieke wet door de Cortes Generales moet worden goedgekeurd. In alle autonomiestatuten is opgenomen dat een voorgestelde wijziging dient te worden goedgekeurd door het regionale parlement, waarbij meestal een gekwalificeerde meerderheid is vereist. In sommige autonomiestatuten moet de bevolking de voorgestelde wijziging ook nog via een referendum goedkeuren. Het recht van initiatief voor een statuutswijziging ligt meestal zowel bij het regionale parlement als bij de Cortes Generales.
Er zijn lichte verschillen tussen zogenaamde historische gemeenschappen (Catalonië, Baskenland, Galicië en Andalusië die al over autonomie beschikten voor de staatsgreep van  Franco in 1939) en de andere deelgebieden. Deze verschillen zijn met de jaren minimaal geworden, aangezien de niet-historische regio's gebruik maakten van de mogelijkheid om hun bevoegdheden zo veel mogelijk uit te breiden, tot ongeveer het niveau van de historische regio's. 
In de hiërarchie van de wetten staat een autonomiestatuut net onder de grondwet.